# Trofima Miloslavić
Trofima Miloslavić (redovno ime), rojena kot Manda Miloslavić, hrvaška usmiljenka, bolničarka, mučenka in kandidatkinja za svetnico, * 17. avgust 1888, Makoše (pri Dubrovniku), † 26. november 1950, Rim.

## Življenje
Rodila se je očeti Vidu in materi Ruži, rojeni Kristović, 17. avgusta 1888. Istega dne je bila krščena v Župniji Mandaljena.
14. januarja 1912 je vstopila v red sester usmiljenk in 15. avgusta 1914 naredila začasne redovne zaobljube, 3. maja 1921 pa v Zagrebu še večne. Delovala je kot bolničarka v Mostarju in na Reki.
Komunistična oblast jo je iz Reke odpeljala v Slovenijo, kjer so jo 1. decembra 1945 zaprli v Kazensko poboljševalnem domu Rajhenburg za ženske, ki je deloval na gradu Rajhenburg. Po skoraj petih letih zapora je bila 12. septembra 1950 izpuščena na prostost. Zaradi slabih razmer v zaporu je bila popolnoma onemogla, izčrpana in uničena od bolezni in v takem stanju je dospela v Gorico, kjer je našla zatočišče pri šolskih sestrah de Notre Dame. Že 20. septembra so jo prepeljali v samostan družbe v Centocelleju v Rimu. Zdravniška pomoč ji ni več pomagala. Umrla je 26. novembra, stara 62 let. Pokopana je na pokopališču Campo Verano v Rimu.

## Svetništvo
Za Trofimo je v teku postopek za priznanje svetništva v okviru skupnega postopka sedmih hrvaških usmiljenk – mučenk komunističnega režima. Imena ostalih sosester so: Žarka Ivasić, Kornelija Horvat, Lipharda Horvat, Geralda Jakob, Konstantina Mesar in Blanda Stipetić. Škofijski postopek se je začel najprej samo za sestro Žarko, in sicer 4. aprila 2011. Gospiški škof Zdenko Križić je nato 16. maja 2018, ob 72. obletnici Žarkine smrti, slovensno otvoril škofijski postopek še za ostalih šest sester in od tedaj se vodi skupno. Trenutno je še vedno v teku (2024).
29. oktobra 2023 so omenjenim sestram ob vhodu bazilike Bistriške Matere Božje v Mariji Bistrici postavili spominsko ploščo ob 150-letnici prihoda usmiljenk v Marijo Bistrico.